# آغا شاهد علی
آغا شاهد علی (انگلیسی: Agha Shahid Ali; ۴ فوریهٔ ۱۹۴۹ – ۸ دسامبر ۲۰۰۱) شاعر و استاد اهل ایالات متحده آمریکا بود.

## آثار
او یک شاعر کشمیری تبار آمریکایی بود. مجموعه‌های او عبارتند از پیاده‌روی از طریق دفترچه تلفن زرد، نیم اینچ تا هیمالیا، بازدیدکنندگان نقشه آمریکا، کشور بدون اداره پست، اتاق‌ها هرگز پایان نیافته،
آغا شاهد علی دومین فینالیست جایزه کتاب ملی در سال ۲۰۰۱ بود.
وی همچنین برندهٔ جوایزی همچون کمک‌هزینه گوگنهایم شده‌است.